# كريستوفر روبنسون
كريستوفر روبنسون (بالإنجليزية: Christopher Robinson)‏ هو محامي ودبلوماسي وسياسي أمريكي، ولد في 15 مايو 1806 في الولايات المتحدة، وتوفي بنفس المكان في 3 أكتوبر 1889. حزبياً، نشط في الحزب الجمهوري. انتخب عضو مجلس النواب الأمريكي.